# Стенофагія
Стенофагія (грец. στενός — «вузький, обмежений» і φᾰγεῖν — «їсти, пожирати») — вузькоспеціалізоване харчування тварин за рахунок єдиного виду їжі (монофагія) або декількох, але небагатьох її видів (олігофагія), зазвичай близькими за своїм складом.
Стенофагія створює ізоляцію з близькими по харчовому режиму видами, але при зміні умов призводить до загрози вимирання або до різких коливань чисельності.
Зазвичай властива фауні тропічних лісів і рідше зустрічається у тварин, що мешкають у високих широтах.
Протилежний характер харчування — всеїдність характерний для поліфагів, або пантофагів, що харчуються дуже різноманітною їжею.

## Приклади стенофагів

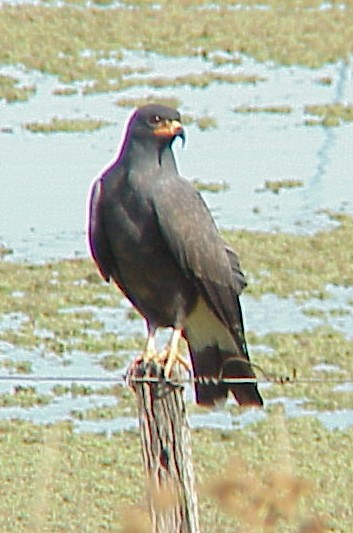
Шуліка-слимакоїд (Rostrhamus sociabilis) живиться тільки одним видом слимаків.

- Серед птахів: південноамериканський шуліка-слимакоїд (Rostrhamus sociabilis) живиться майже виключно болотними слимаками, Змієїд — переважно зміями, рибний пугач — тільки рибою.

- Серед ссавців: Велика панда живиться виключно молодими пагонами деяких видів бамбука.

- Серед риб: амур чорний — живиться молюсками.